# محمدعلی علاءالسلطنه
محمدعلی‌خان علاءالسلطنه (به معنی موجب بلندی پادشاهی) (میرزا) محمدعلی خان بن میرزا ابراهیم خان، از رجال قرن ۱۴ ه. (ف. ۱۴ رمضان ۱۳۳۶ ه‍.ق) سیاستمدار ایرانی و دو دوره نخست‌وزیر ایران در دوران قاجار بود. وی مدت‌ها سفیر ایران در لندن و چند بار وزیر خارجه و رئیس‌الوزراء شد (۱۲۹۶–۹۲ ،۱۲۹۱).
او پدر حسین علاء و میرزا مهدی مشیرالملک است که بعدها علاءالسطنه شد.

## زندگی‌نامه
محمدعلی‌خان علاءالسلطنه ملقب به القاب معین الوزاره، علاءالسلطنه و پرنس، حدود سال ۱۲۱۷ ش در شهرستان خوی -آذربایجان غربی متولد شد. پدرش میرزا ابراهیم مهندس از اعضای عالی‌رتبه وزارت خارجه و آخرین سمتش کارگزاری ایران در بغداد بود. مادرش دختر میرزا غفار وزیر وظایف آذربایجان بود. محمدعلی تحصیلات مقدماتی و صرف و نحو عربی و زبان فرانسه و حسن خط را در ایران فراگرفت و مدتی نیز در بغداد به تکمیل تحصیلات پرداخت. در ۱۲۳۷ به استخدام وزارت خارجه درآمد و نخستین سمت وی کارپردازی بمبئی بود که نزدیک ده سال طول کشید. از کارپردازی بمبئی به کارپردازی بغداد رفت و سرانجام با گرفتن لقب معین الوزاره سرکنسول در تفلیس شد و هنگام بازگشت ناصرالدین شاه از سفر سوم فرنگستان، به علت حسن خدمت مورد تقدیر و تشویق شاه واقع گردید. در ۱۳۰۷ وزیر مختار ایران در لندن میرزا ملکم خان ناظم الدوله از کار برکنار و تمام امتیازات دولتی از او گرفته شد. ناصرالدین شاه به جای وی میرزا محمدعلی خان معین الوزراء را با لقب علاءالسلطنه به لندن فرستاد. این مأموریت هجده سال طول کشید. وی در این مأموریت توانست موافقت اولیای دولت انگلستان را به اعطای عالی‌ترین نشان (به نام بند جوراب) که ویژه سلاطین بزرگ عالم بود برای مظفرالدین شاه جلب کند. شاه نیز به پاس این خدمت به او لقب «پرنس» داد و معروف به پرنس علاءالسلطنه شد.
پس از صدور فرمان مشروطیت، به ایران خوانده و متصدی وزارت امور خارجه شد و به جای خویش مشیرالملک فرزندش را وزیر مختار در لندن نمود و ریاست کابینهٔ وزارت خارجه را به فرزند دیگرش حسین معین‌الوزاره سپرد. در کابینه ناصرالملک و نظام السلطنه از وزارت خارجه کنار گذاشته شد اما مجدداً در دولت مشیرالسلطنه که در هفدهم خرداد ۱۲۸۷ تشکیل شد به منصب وزارت خارجه بازگشت و تا ۲۸ اسفند ۱۲۸۸ وزیر بود. یک سال بعد که سپهدار تنکابنی برای دومین بار نخست‌وزیر شد، او را وزیر علوم و فوائد عامه کرد (بیستم اسفند ۱۲۸۹). از جمله مهم‌ترین اقدامات دوره وزارت او به تصویب رساندن قانونی بود که پانزده هزار تومان از عایدات اداره نمک را به تأسیس مدرسه حقوق و سیاسی تخصیص داد. بنابر این قانون، سیزده هزار و هفتصد و هفتاد ذرع زمین از اراضی بایر موازی با باغ نگارستان برای ساخت بنای این مدرسه و همچنین یک باب موزه و یک کتابخانه در نظر گرفته شد. همچنین در همین دوره وزارتش به عنوان سفیرکبیر فوق‌العاده به نمایندگی از ایران در تاجگذاری جورج پنجم پادشاه انگلستان شرکت کرد. پیش از آنکه به تهران برگردد دولت سپهدار کنار رفت و جایش را به صمصام السلطنه داد که او را در مقام خود ابقا کرد تا اینکه با ترمیم کابینه اش در ۲۹ آبان وزارت معارف را از علاء السلطنه گرفت و به مشیرالدوله داد.
ناصرالملک نایب‌السلطنه احمد شاه در ۱۲۹۲در غیاب مجلس علاء السلطنه را به نخست‌وزیری تعیین کرد. در مدت کوتاه نخست‌وزیری اش نه تنها کار مثبتی نکرد، بلکه مشکلات مملکت را افزون کرد و به دولت‌های روس و انگلیس امتیازاتی داد. روس‌ها از او امتیاز راه‌آهن از جلفا به تبریز و از صوفیان تا دریاچه ارومیه و کشف و استفادهٔ معادن حریم راه را گرفتند و انگلیسی‌ها نیز امتیاز راه‌آهن خرمشهر به خرم‌آباد و ساختن اسکله در جنوب را گرفتند.
در اول اسفند ۱۲۹۳ مستوفی الممالک وزارت علوم و معارف را به علاءالسلطنه سپرد اما عمر دولت مستوفی به بیست روز هم نکشید. تابستان سال بعد که مستوفی الممالک بار دیگر نخست‌وزیر شد، علاء السلطنه را در ۲۷ امرداد به عنوان وزیر عدلیه به مجلس معرفی کرد. در ۲۶ خرداد ۱۲۹۶ احمدشاه او را به نخست‌وزیری گمارد. کهن‌سالی و بیماری موجب شد این بار هم کار مثبتی انجام ندهد و در عوض سازمان پلیس جنوب را به رسمیت شناخت که انگلیسی‌ها در فارس و بوشهر تشکیل داده بودند. دولت او پنج ماه بیشتر دوام نداشت.
در ۱۲۹۷ بیمار شد. چندی در بستر افتاد تا سرانجام در همان سال درگذشت. او مجموعاً دو بار نخست‌وزیر، هشت مرتبه وزیر خارجه، سه دفعه وزیر علوم و معارف، دو بار وزیر فوائد عامه و تجارت و یک بار وزیر عدلیه بوده است. در میان‌سالی با دختر میرزا محمد مجدالملک سینکی ازدواج کرد که از رجال سیاست و ادب بود. همین وصلت در ترقی او تأثیر زیادی داشت.
علاءالسلطنه مردی مذهبی، تودار، درستکار، محافظه‌کار، بی‌نفع، بی‌ضرر، بی‌کفایت، و متمایل به سیاست انگلستان بود و تا حدی مشرب تصوف و بی‌نیازی داشت. زبان‌های فرانسه، انگلیسی، ترکی و عربی را می‌دانست. هنگام مرگ دارایی چشمگیری از او باقی نماند. او را چهار پسر بود. فرزند اولش مهدی مشیرالملک که پس از مرگ پدر، علاءالسلطنه لقب گرفت نزدیک پانزده سال وزیرمختار در لندن بود. فرزند دیگرش محمد، پزشک کارآمدی شد و در تهران شهرتی یافت. فرزند دیگر او حسین، نزدیک شصت سال مقامات عالی و درجه اول داشت. جمشید فرزند دیگر او در وزارت امور خارجه رشد نسبی نمود. در ۱۳۲۹ درگذشت.